# Andreï Makine
Andreï Makine (10. září 1957 Krasnojarsk) je francouzský spisovatel narozený v Rusku. Jeho nejslavnějším dílem je román Francouzská závěť, za nějž byl roku 1995 odměněn Goncourtovou cenou a Prix Médicis. Roku 2016 byl zvolen členem Francouzské akademie.

## Život
Jeho rodina měla francouzské kořeny, na ruské Sibiři se usadila roku 1903. V rodině se mluvilo francouzsky i rusky, takže Andrej byl odmala bilingvní. Na Moskevské univerzitě vystudoval filozofii. Poté učil na Pedagogickém institutu v Novgorodě. Publikoval zejména v revue Innostrannaja litěratura. V roce 1987 začal v rámci výměnného programu učit na Vysoké škole politických studií v Paříži. Nakonec se rozhodl ve Francii zůstat natrvalo. Na Sorbonně si udělal doktorát, jeho závěrečná práce byla věnována Ivanu Buninovi. Začal psát francouzsky, nejprve román Dcera hrdiny Sovětského svazu (1990), který představoval jako překlad, neboť nakladatelé nechtěli číst text čerstvého exulanta, v obavě, že jeho francouzština nemůže být kvalitní. V roce 1995 vydal román Francouzská závěť, který je silně autobiografický. Vypráví o sibiřském chlapci, který sní o Francii jako dokonalé rajské zemi. Získal za něj vzápětí Goncourtovu cenu a Prix Médicis. V roce 2001 začal publikovat tajně pod pseudonymem Gabriel Osmonde. O tom, kdo se pod pseudonymem skrývá, se dlouho spekulovalo. Vše vyšlo na povrch roku 2011. Do té doby napsal pod pseudonymem čtyři knihy.